# Елени-Пршикоп

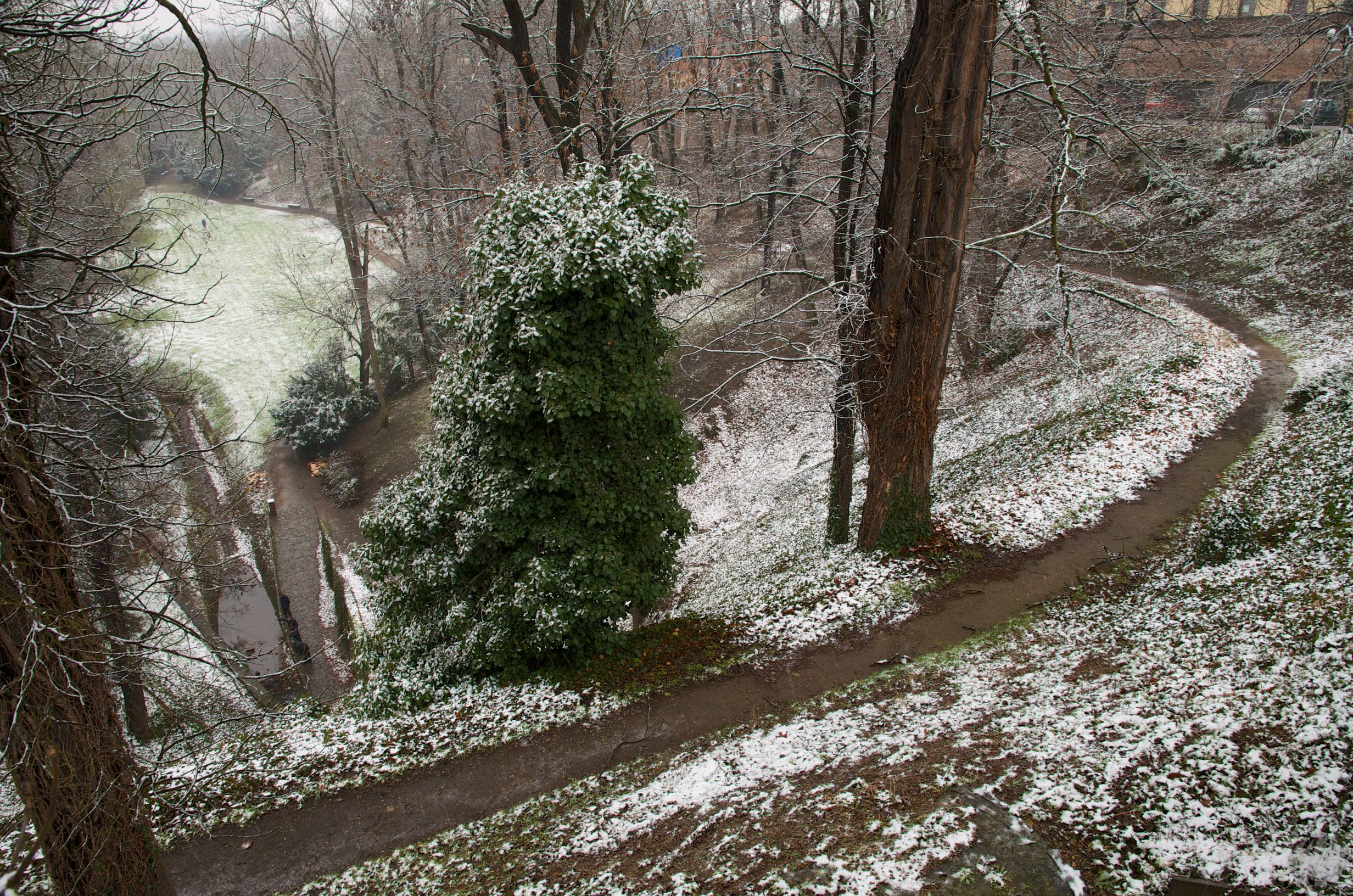
Склон оврага около Порохового моста

Елени-Пршикоп (чеш. Jelení příkop — «оленья канава») — овраг с северной стороны Пражского Града. Организован парк площадью 8 га.
По оврагу протекает ручей Бруснице, частично забранный в подземный коллектор. Изначально овраг имел оборонительную функцию. Назван оленьим из-за фауны, которая здесь держалась при Рудольфе II.
В конце XVII века здесь была построена школа верховой езды и через овраг был возведен Пороховой мост, который соединил Королевский сад с Пражским Градом. При Марии Терезии мост был заменён на каменную плотину.

## История
В ущелье первоначально свободно протекал ручей, который позже был отрегулирован и частично сливался в трубопровод. К Фердинанду I через ров был перекинут мост, соединявший замок с королевским садом. Первоначально ров служил только оборонительным барьером, но во время правления императора Рудольфа II именно здесь была разведена дичь, на которую здесь охотились, отсюда и его название. Разведение оленей якобы прекратилось во время французской оккупации Праги в 1742 году. При Марии Терезии мост был покрыт рыхлой насыпью, которая разделяла ров на верхнюю часть площадью более 3 гектаров и нижнюю часть размером более 5 гектаров.
8 мая 1945 года 21 чешский заключенный был убит немецкими солдатами в этом месте.
Во второй половине 20-х годов ров был закрыт для публики. Он стал доступен только при президенте Вацлаве Гавеле. Архитектор Петр Главачек принимал участие в рекультивации верхнего рва в 1990-х годах.
В конце мая 1998 года здесь прошёл фестиваль электронной танцевальной музыки на котором выступали Transglobal Underground и The Orb. Нижняя часть была впервые открыта для публики 5 июня 1999 года. 3 сентября 2002 года через стену моста, построенного по проекту Йозефа Плескота, был открыт пеший туннель. Таким образом, верхняя и нижняя части были снова соединены.

## Верхний участок
В эту часть можно спуститься из четвёртого двора Града по Циклопической лестнице, от улицы У Бруснице, а также по двум дорожкам прямо от Порохового моста справа от входа во двор замка.
На дне рва находится луг и бывший Медвежий домик, искусственная пещера с двумя зарешеченными псевдоготическими порталами и небольшим каменным фонтаном. Медвежий дом был создан Т. Г. Масариком в 20-х годах 20 века для медведей (мишки Миша и Риша), которые он получил в подарок от легионеров из России (медведи и домик окончили существование в 50-х годах). Напротив дома стоит статуя караульного из песчаника, работа Франты Упрки, подарок от студентов школы имени горжице-каменицкой школы к 75-летию президента Чехословакии. Первоначально он стоял посреди луга, где после него остался фундамент из песчаника и большой круг на лужайке.
Грот и искусственные руины с фонтаном и двойной лестницей, которые ещё находились в хорошем состоянии в 1969 году, не пережили период нормализации. Там отдыхали звонари Собора Святого Вита (студенты и выпускники пражских университетов). Участок засыпан при выравнивании северного склона. Аналогичные земельные работы были сделаны на восточном склоне возле Порохового моста с романтическими мотивами и валунами времен президента Масарика.
Над рвом напротив дворца Штернберга находится прекрасно отремонтированная смотровая площадка Масарика, где президент Масарик отдыхал под липой. Автор — архитектор Йоже Плечник. Из окон открывается необычный вид на Пражский Град, Градчаны и Петршин. К нему ведёт тропинка, которая начинается перед медвежьим домом.

## Нижний участок
От поворота на Хоткову улицу сюда ведёт асфальтированная подъездная дорога, закрытая воротами. Общественный вход — ворота в стене Королевского фигового дерева (доступ к которым осуществляется из королевского сада или из садов) или ворота с верхней части улицы. Ко рву она ведет по деревянным пешеходным мостикам, ведущим вниз по склону. Следующий подъезд находится рядом с пыльным мостом с края королевского сада. Рядом с пешеходным туннелем находятся две современные скульптуры, выполненные из массивных, простых по форме каменных блоков работы Курта Гебауэра.